# Callerya congestiflora
Callerya congestiflora là một loài thực vật có hoa trong họ Đậu. Loài này được Chen Te-Chao (蔯德昭, Trần Đức Chiêu) mô tả khoa học đầu tiên năm 1954 dưới danh pháp Millettia congestiflora. Năm 2010, Zhi Wei và Leslie Pedley chuyển nó sang chi Callerya.

## Tên gọi
Tên gọi thông thường trong tiếng Trung là 密花鸡血藤 (mật hoa kê huyết đằng), nghĩa là dây máu gà dày hoa.

## Mô tả
Dây leo, tới 5 m. Thân thon búp măng, màu nâu ánh vàng, có gờ, rậm lông nhung, sau nhẵn nhụi. Lá kép 5 lá chét; trục lá dài 15–30 cm, gồm cả cuống dài 4,5-8,5 cm; phiến lá chét hình elip rộng tới hình trứng, 11-13 × 6–8 cm với đôi ở đáy nhỏ nhất, dạng giấy, mặt xa trục thưa lông nhung, mặt gần trục nhẵn nhụi trừ gân giữa, đáy tù tới hình nêm rộng, đỉnh nhọn. Chùy hoa đầu cành, dài 14–16 cm; các cành con ra hoa gộp thành nhóm 2 hoặc 3, rậm lông nhung màu vàng, các nốt chật chội. Hoa ~1,6 cm. Đài hoa mặt ngoài rậm lông lụa. Tràng hoa màu trắng hay hồng nhạt; cánh cờ hình trứng rộng, không có thể chai ở đáy, mặt ngoài phần xa trục rậm lông lụa. Bầu nhụy rậm lông nhung, 6-7 noãn. Quả đậu thẳng, 10-12 × 1,2-1,4 cm, phẳng, rậm lông lụa màu nâu, thu hẹp lại ở đoạn giữa các hạt, đáy thon nhỏ, đỉnh với mỏ cong kéo dài. Hạt 3-6 mỗi quả, màu nâu hạt dẻ-nâu và thuôn dài khi chưa thuần thục. Ra hoa tháng 6-8, tạo quả tháng 9-10.

## Phân bố
Rừng thưa miền núi; cao độ 500-1.200 m. Có tại miền nam tỉnh An Huy, miền tây tỉnh Phúc Kiến, các tỉnh Quảng Đông, Quý Châu, Hồ Bắc, Hồ Nam, Giang Tây, Tứ Xuyên.